# Xmas

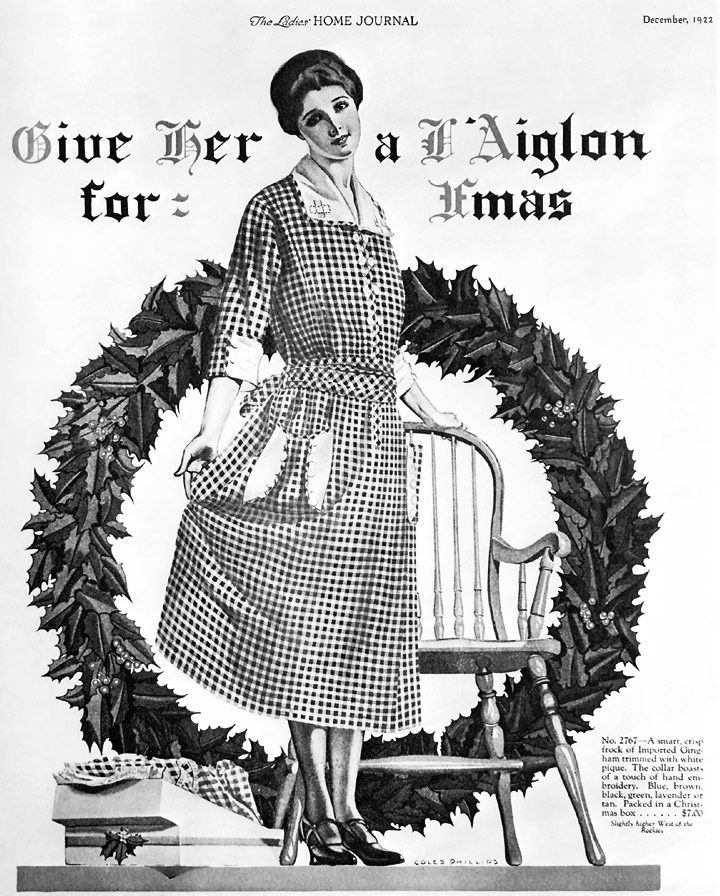
Bìa quảng cáo tạp chí Ladies' Home Journal năm 1922 dùng từ "Xmas".

Xmas là dạng viết tắt thường thấy của Giáng Sinh (Christmas). Chữ "X" có nguồn gốc từ chữ cái chi trong Χριστός (tiếng Hy Lạp, nghĩa là Christ), còn phần "mas" đằng sau là từ tiếng Anh cổ của từ mass (Thánh lễ trong đạo Thiên Chúa). Từ này bắt đầu xuất hiện vào khoảng thế kỷ thứ 16.

## Sử dụng

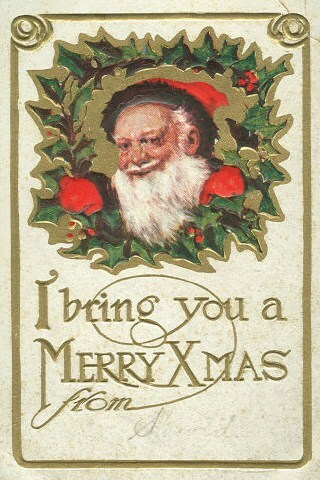
Tấm thiệp Giáng Sinh năm 1910

"Xmas" bị nhiều hãng tin như New York Times, The Times, The Guardian và BBC phản đối sử dụng. Trong ấn phẩm Vogue's Book of Etiquette năm 1948, nữ biên tập viên thời trang, chính trị gia Millicent Fenwick cho rằng "đừng bao giờ dùng Xmas" trên các tấm bưu thiếp. Cuốn The Cambridge Guide to Australian English Usage nhận xét rằng cách phát âm của từ này không trang trọng và nên hạn chế sử dụng trong viết câu, nhất là trong các tiêu đề hay trên bưu thiếp. The Christian Writer's Manual of Style cũng cho rằng không nên viết từ Xmas trong văn phong trang trọng.